# TeTeX
teTeX – dystrybucja systemu ΤΕΧ. Autorem jest Thomas Esser. Nie rozwijana od maja 2006 r.